# 賀来龍三郎
賀来 龍三郎（かく りゅうざぶろう、1926年〈大正15年〉5月19日 - 2001年〈平成13年〉6月23日）は、日本の経営者・実業家。キヤノン元社長・会長・名誉会長。キヤノンカメラを大手情報機器メーカーに成長させるなど「キヤノン中興の祖」と呼ばれている。長年に渡り、経済同友会副代表幹事を務めた。

## 経歴
愛知県岡崎市田町生まれ。生後半年で岡崎市を離れ、大分県中津市で育った。20歳で、太平洋戦争の敗戦を迎えた後、代用教員や行商など苦学を重ねながら青山中学校、第五高等学校を経て千葉工業大学工学部に入学するも中退。その後、故郷の九州大学経済学部へ入学し、1954年（昭和29年）に卒業する。
九州大学卒業後、現在のキヤノン（旧キヤノンカメラ）に入社。1972年（昭和47年）取締役就任を経て、1974年（昭和49年）常務、1977年（昭和52年）社長に就任。この頃既にグローバル企業構想を打ち出し、技術力の強化や海外進出による国際化を推進すると共に、カメラ中心の光学メーカーだったキヤノンカメラを改革、複写機などの事務機やプリンターなどの情報機器メーカーに脱皮さ せ、キヤノングループをグローバル企業に育て上げた。
1989年（平成元年）キヤノン会長、1997年（平成9年）取締役名誉会長、1999年（平成11年）取締役に退いた。
2001年6月23日、心筋梗塞により東京都大田区の自邸にて死去した。75歳没。

## 主な顕彰等
- レジオンドヌール勲章オフィシエ（1985年）
- 藍綬褒章 (1985年)
- 国際写真功労者賞 (1987年)
- 勲二等瑞宝章 (1998年)

## 著書
- 『新しい国造りの構図―倫理国家をめざして』東洋経済新報社、1992年
- 『日本の危機―国と企業をいかに再生すべきか』 東洋経済新報社、1997年